# Portada/article març 11

## Colosseu
El Colosseu o Coliseu és un amfiteatre de Roma que es va construir al segle I. Està situat just a l'est del Fòrum Romà, i va ser el més gran dels que es van construir a l'Imperi Romà. Conegut originalment com Amfiteatre Flavi, passà a ser anomenat Colosseum perquè al seu costat hi havia el Colós de Neró, un monument ja desaparegut dedicat a l'emperador Neró.
Posseïa un aforament per a 50.000 espectadors asseguts. Els que estaven més a prop de la sorra eren l'emperador i els senadors i, de manera progressiva, s'anaven situant els estrats socials de classes més baixes. Es va completar l'any 80 quan governava l'emperador Tit, va ser modificat durant el regnat de Domicià i es va continuar fent servir durant gairebé 500 anys; els últims jocs s'hi celebraren durant el segle vi.